# Onaero (fleuve)
Le fleuve Onaero (anglais : Onaero River) est un cours d’eau du district de New Plymouth, dans la région de Taranaki, dans l’Île du Nord de la Nouvelle-Zélande.

## Géographie
Le fleuve Onaero prend naissance sur les pentes du mont Taramoukou, à quatorze kilomètres au sud de la ville d’Urenui, en Nouvelle-Zélande, atteignant la mer à deux kilomètres à l’ouest de la même ville.